# Wolf Mail
 (décembre 2012).
Si vous disposez d'ouvrages ou d'articles de référence ou si vous connaissez des sites web de qualité traitant du thème abordé ici, merci de compléter l'article en donnant les références utiles à sa vérifiabilité et en les liant à la section « Notes et références ».
Wolf Mail (né en 1972) est un musicien et chanteur canadien de blues rock. 
Son album Solid Ground fut classé dans le top 100 des meilleures ventes de blues en novembre et décembre 2004 dans les magasins Tower Records aux États-Unis.[réf. nécessaire] Sa précédente tournée mondiale « Solid ground » a accumulé 596 concerts en 33 mois.[réf. nécessaire]

## Biographie
Né en 1968 à Montréal (Canada), sa famille  déménage quelques années plus tard dans le sud de la France. En pleine adolescence, il immigra en Californie où il résida 15 années. Depuis 2002, il habite en Australie. Wolf Mail est connu par beaucoup comme le « champion poids lourd du Blues électrique ».[réf. nécessaire]
Wolf Mail est aussi un endorse officiel des amplis Carvin, des guitares Washburn et Samick et des cordes Dean Markley. Il écrit en ce moment[Quand ?] un livre sur le business de la musique qui devrait être publié prochainement[Quand ?][réf. nécessaire].